# Orthops
Genre
Orthops est un genre d'insectes hétéroptères de la famille des Miridae.

## Liste d'espèces
Selon Catalogue of Life (23 août 2020) :
- Orthops abessinicus (Reuter, 1903)
- Orthops acaciae (Lindberg, 1958)
- Orthops alpicola (Poppius, 1910)
- Orthops basalis (A. Costa, 1853)
- Orthops brevicornis (Linnavuori, 1973)
- Orthops campestris (Linnaeus, 1758)
- Orthops daidalos Linnavuori, 1974
- Orthops ferrugineus (Reuter, 1906)
- Orthops forelii Fieber, 1858
- Orthops ghaurii Zheng, 2004
- Orthops kalmii (Linnaeus, 1758)
- Orthops lavandulae (Lindberg, 1958)
- Orthops lugubris (Poppius, 1914)
- Orthops meruensis (Poppius, 1910)
- Orthops modestus (Linnavuori, 1973)
- Orthops montanus (Schilling, 1837)
- Orthops mutabilis (Buchanan-White, 1878)
- Orthops mutans (Stal, 1858)
- Orthops nigriscutum (Poppius, 1912)
- Orthops nigropunctatus (Poppius, 1912)
- Orthops palus (T. Taylor, 1947)
- Orthops pilosulus Jakovlev, 1877
- Orthops podocarpi Linnavuori, 1975
- Orthops polydeukes Linnavuori, 1974
- Orthops qualis (Distant, 1909)
- Orthops sangvinolentus (Reuter, 1879)
- Orthops santaluciae (Lindberg, 1958)
- Orthops scutellatus Uhler, 1877
- Orthops sjostedti (Poppius, 1910)
- Orthops suturellus (Poppius, 1910)
- Orthops tessulatus Linnavuori, 1975
- Orthops unguicularis (Linnavuori, 1973)
- Orthops v-flavum (Reuter, 1907)
- Orthops versicoloreus Linnavuori, 1975
- Orthops vitticeps (Reuter, 1906)